# Chromalveolata
Chromalveolata je v současnosti již překonaný taxon eukaryotických organismů, který byl zaveden jako spojení bývalé skupiny Chromista (v užším slova smyslu) a skupiny Alveolata. Mnozí zástupci jsou jednobuněční (obrněnky, skrytěnky), u jiných se vyvinula i mnohobuněčnost (hnědé řasy, v podstatě i oomycety).

## Vývoj názoru na přirozenost a složení chromalveolát
V systému protistů z r. 2005 byla Chromalveolata považována za jednu ze šesti hlavních větví eukaryot. Chromalveolata zahrnovala čtyři hlavní skupiny:
- Heterokontophyta (=Stramenopila)
- Haptophyta
- Cryptophyta (skrytěnky)
- Alveolata
  - Ciliophora (nálevníci)
  - Apicomplexa (výtrusovci)
  - Dinoflagellata (obrněnky)

První tři (Heterokontophyta, Haptophyta a Cryptophyta) byly v některých systémech řazeny do společné skupiny Chromista (v užším slova smyslu), která se však ve fylogenetických analýzách ukázala jako nepřirozená.
Dlouho existovaly pochybnosti, zda jsou Chromalveolata monofyletická a představují tak přirozenou větev fylogenetického stromu eukaryot. Ukázalo se totiž, že Rhizaria, další ze šesti hlavních větví eukaryot, fylogeneticky nejsou sesterskou skupinou chromalveolát, ale odvětvují se uvnitř nich.
Označení Chromalveolata se začalo používat v širším slova smyslu, se zahrnutými rhizarii, jako synonymum pro eukaryotickou říši Chromista (v širším slova smyslu), rehabilitovanou v systému Cavaliera-Smithe. V jejich rámci pak fylogenetické analýzy prokázaly se silnou podporu monofyletičnost superskupiny "SAR". Fylogenetické analýzy také podpořily zařazení zbylých skupin, tedy skrytěnek a haptofyt do druhé superskupiny Chromalveolát (tehdy považované za potenciálně přirozenou) nazvané Hacrobia, s nadějí, že by mohla zahrnout i některé další "problematické" skupiny eukaryot jako centrohelidní slunivky, Kathablepharidae, Picobiliphyta a Telonema.
"Říše" Chromalveolata tedy zahrnovala následující hlavní skupiny:
- SAR
  - Stramenopila (=Heterokontophyta)
  - Alveolata
  - Rhizaria
- Hacrobia
  - Haptophyta
  - Cryptophyta (skrytěnky)

Přirozenost takto rozšířené "říše" Chromalveolata resp. Chromista (v širším slova smyslu) byla zdůvodňována hypotézou o společném fotosyntetizujícím předku, který získal plastid sekundární endosymbiózou ruduchy. I tato tzv. chromalveolátní hypotéza byla však s největší pravděpodobností vyvrácena, když se ukázalo, že plastidy různých podskupin chromalveolát byly získány v sérii několika endosymbiotických událostí. Také přirozenost skupiny Hacrobia se ukázala jako sporná.
V současnosti (od r. 2010) se taxon Chromalveolata (v širším smyslu) používá spíše pod původnějším synonymem Chromista s vědomím o jeho nepřirozenosti (možné polyfyletičnosti) pouze v systémech nerespektujících plně fylogenetické vztahy, např. z důvodů jednodušší a přehlednější klasifikace, pro pedagogické účely apod.